# كارل براتن
كارل براتن (بالإنجليزية: Carl Braaten)‏ هو عالم عقيدة أمريكي، ولد في 3 يناير 1929 في سانت بول في الولايات المتحدة.